# Al-Hasan al-Basri
al-Ḥasan al-Baṣrī (in arabo الحسن بن أبي الحسن البصري‎?, al-Ḥasan b. Abī l-Ḥasan al-Baṣrī; Medina, 642 – Bassora, 15 ottobre 728) è stato un teologo arabo di origine persiana.
Predicatore e pioniere degli studi di teologia islamica, al-Ḥasan era di famiglia persiana. Discendente di una delle mogli di Mohammed, Umm Salama Hind bint Abi Umayya, conobbe numerosi Compagni del profeta Maometto, inclusi - si dice - settanta dei guerrieri che presero parte alla battaglia di Badr. 

Come sarebbe dimostrato dalla sua presenza all'interno delle catene di trasmettitori (salāsil), sarebbe stato un seguace di ʿAlī b. Abī Ṭālib.

## Biografia
Il padre di al-Ḥasan, Peroz, fu fatto prigioniero nella città di Maysan, in Iraq. Fu più tardi condotto a Medina, dove incontrò Khayra, che sarà la madre di al-Ḥasan. Secondo la tradizione, al-Ḥasan nacque a Medina nel 642. Qui egli crebbe ma più tardi, dopo la battaglia di Ṣiffīn, decise di trasferirsi a Baṣra. Ancor giovane, al-Ḥasan prese parte alle conquiste islamiche e alle campagne militari nell'Iran orientale, diventando famoso dopo aver coraggiosamente denunciato l'arroganza di alcuni personaggi di spicco, venendo molto apprezzato a Baṣra per la sua indole di pio ed esemplare musulmano.
I sermoni di al-Ḥasan svolsero un ruolo importante in quest'ottica, confermando il suo status di studioso di vaglia nell'area della città irachena. In essi, al-Ḥasan si occupò del problema del peccato, sottolineando la necessità per il buon credente di informare la propria vita ai precetti-guida della religione islamica. Di tali sermoni sono sopravvissuti solo pochi frammenti, considerati tuttavia come fondamenta ineludibili del futuro pensiero, tanto sunnita quanto sciita, oltre che esempi della pionieristica prosa in lingua araba, tanto da diventare modelli stilistici da imitare per le generazioni successive.
Documenti storici attestano i primi anni di attività di al-Ḥasan, che era un mercante di gioielli, tanto da essere noto anche come "al-Ḥasan delle perle". ʿAṭṭār di Nīshāpūr narra del suo commercio con Bisanzio e che lo stesso Cesare dell'epoca, in un'occasione in cui si mosse di persona da Bisanzio, poté conversare con lui su invito del ḥājib omayyade.

## Il peccatore secondo al-Ḥasan al-Baṣrī
Uno dei primi problemi che si propose con forza nella speculazione teologica dell'Islam, fino ad allora molto scarna, era cosa fosse il peccato e come si dovesse qualificare un peccatore.

Il problema era sorto in occasione della battaglia di Ṣiffīn e se si dovesse o meno considerare come un ribelle alla legittima autorità califfale Muʿāwiya b. Abī Sufyān o se si dovesse invece qualificare come un usurpatore ʿAlī b. Abī Ṭālib e come lecita e doverosa opposizione quindi quella del Walī del Bilād al-Shām. 

I kharigiti avevano dato risposta al lacerante quesito di quale dei due contendenti fosse stato dalla parte del torto e quale fosse per contro dalla parte della ragione, finendo col condannare entrambi i soggetti che avevano originato quella fitna tanto grave alla giovane Umma, ad appena 24 anni dalla morte del Profeta. Sul tema si erano anche registrate le prime prese di posizione di quei pensatori che avrebbero più tardi dato vita al movimento della Muʿtazila, che proposero di considerare il peccatore in una posizione intermedia tra il buon musulmano e l'apostata, sospeso quindi tra i due estremi concettuali (al-manzila bayna al-manzilatayni), in contrapposizione a quanto affermava al-Ḥasan al-Baṣrī, che riteneva il peccatore né più né meno che un "Ipocrita", al pari dei Munāfiqūn dell'epoca di Maometto, che ostentavano una fede fede islamica mentre operavano segretamente contro di essa.
La differenza tra i mutaziliti e al-Ḥasan al-Baṣrī era quindi che i primi consideravano il peccatore come "sospeso" a metà via tra retta fede e miscredenza, e come musulmano a pieno titolo, ancorché imperfetto, suscettibile però di recuperare la sua piena appartenenza alla religione predicata dall'Inviato di Dio.

## L'orientamento politico di al-Ḥasan al-Baṣrī
Al-Ḥasan non partecipò ai moti che videro contrapposti l'"anti-califfo" ʿAbd Allāh b. al-Zubayr al Califfo omayyade ʿAbd al-Malik b. Marwān. Nel 700 raggiunse tuttavia le file di Ibn al-Ash'ath che si era ribellato al Walī di Kufa, al-Ḥajjāj b. Yūsuf. Al-Ḥasan si dice non avesse sostenuto alcun califfo dopo Abū Bakr, anche se intrattenne relazioni abbastanza buone con ʿUmar II. 

Dopo questa fallita rivolta, al-Ḥasan divenne insegnante a Basra e vi fondò una scuola (madrasa). Tra coloro che la frequentarono si possono ricordare ʿAmr b. ʿUbayd (m. 761) e Wāṣil ibn ʿAṭāʾ (m. 748), fondatori del Mutazilismo, che una teoria vorrebbe avesse derivato il nome dal fatto che Wāṣil ibn ʿAṭāʾ si era "distaccato" (iʿtizāl) da al-Ḥasan proprio sul problema della qualifica del peccatore nell'Islam. Tra gli altri allievi di al-Ḥasan al-Baṣrī figurano l'Imam Ayyūb al-Sakhtiyānī e lo stesso Ḥumayd, come pure Farqad al-Sabakhi, un cristiano armeno convertito.
Il suo sostegno a Ibn al-Ashʿath comportò logicamente l'avversione nei confronti del califfato di ʿAbd al-Malik e al suo governatore al-Ḥajjāj e, in senso più lato, agli Omayyadi. Al-Ḥasan sostenne la dottrina della liberà volontà umana, non rinnegando tuttavia del tutto quella della predestinazione, abbandonando la quale si sarebbe messo apertamente in contrasto con l'orientamento prevalente dell'Islam, così come stabilito dalla maggioranza degli ulamāʾ. Fu un convinto assertore del Sufismo (all'epoca non ancora organizzato in turuq), che lo considera uno dei suoi.